# Antonio Hidalgo Galán
Antonio Hidalgo Galán (Madrid; 1965) és un presentador de televisió i cantant espanyol.

## Biografia
Va començar la seva carrera musical amb el grup Los Graduados i més tard es va dedicar a posar la seva veu a les sintonies d'anuncis publicitaris.
Els seus començaments a televisió van ser al costat de Jesús Hermida, amb qui debuta a El programa de Hermida (1991-1992), d'Antena 3. Posteriorment passa a Telecinco, on presenta El trampolín (1994) i Una pareja feliz (1994-1995), al costat d'Anne Igartiburu.
El 1998 inicia la seva col·laboració amb Ana Rosa Quintana al magazín Sabor a ti. A partir de 2000, es converteix en copresentador de l'espai, en substitució de Mon Santiso. Després d'abandonar el programa en 2002, i gràcies a la popularitat aconseguida, inicia projectes en solitari com el programa d'humor Esto no es serio, també a Antena 3. Prèviament havia presentat Showmatch (2000) en la mateixa cadena.
Al març de 2003 va conduir el concurs X ti, amb Paula Vázquez i al setembre d'aquest any torna amb Ana Rosa a Sabor a ti fins a la finalització del programa al juny de 2004. Amb posterioritat ha presentat Escúchala otra vez (2005) a la FORTA i el reality show pedagògic El primero de la clase (2006), a TVE.
En 2007 participa com a monologuista al concurs de La Sexta El Club de Flo.
Des del 18 de gener de 2008, presenta al costat de Mónica Martínez el programa En esta noche de la televisió autonòmica 7RM de la Regió de Múrcia.
A partir de 2009 presenta els programes Los 7 Magníficos i Gana tu suerte en la televisió autonòmica 7RM de la Regió de Múrcia.

### Música
El 2000 va publicar el seu primer disc titulat A ti mujer, d'estil melòdic i el 2001 editava Ciao Amore, on versiona temes italians.
En 2013 va fundar "Els Happys" grup de versions amb cançons de totes les èpoques, al costat de José Ramón Soler, Willy Salas i Alex Thomas Platero. Compten amb Juan Carlos Armero, antic bateria de M-Clan, a la bateria i percussió.

## Trajectòria
- El programa de Hermida (1991-1993) Col·laborador. Antena 3
- Con Hermída y Cía. (1993-1994) Col·laborador. Antena 3
- El Trampolín (1994) Copresentador. Telecinco
- Una pareja feliz (1995) Copresentador. La 1
- Sabor a ti (1998-1999) Col·laborador. (1999-2002) Copresentador. Antena 3
- Sabor a verano (1999 i 2002) Presentador. Antena 3
- Showmatch (2000) Presentador. Antena 3
- Esto no es serio (2001-2002) Presentador. Antena 3
- Un paso adelante (2002) 1 episodi, Alberto. Antena 3
- Campanadas fin de año (2002). Presentador. Antena 3
- Gala TP de Oro (2002). Presentador. Antena 3
- Un paso adelante (2003) 1 episodi, Ell mateix. Antena 3
- X ti (2003) Presentador. Antena 3
- Sabor a ti (2003-2004) Copresentador. Antena 3
- Escúchala otra vez (2005) Presentador. Canals de la FORTA
- El primero de la clase (2006) Presentador. La 1
- Empieza el espectáculo (2006) Padrí. La 1
- Furor (2006) Concursant. Canals de la FORTA
- ¡Mira quién baila! (2006) Jurat a 1 programa. La 1
- Duelo de chefs (2006) Concursant. Cuatro
- Vamos a cocinar (2007) Concursant. Canal Cocina
- El Club de Flo (2007) Concursant. La Sexta
- Los irrepetibles (2007) Concursant. La Sexta
- En esta noche (2008-2009) Presentador. 7RM
- Los 7 magníficos (2009-2011) Presentador. 7RM
- Gana tu suerte (2011-2012) Presentador. 7RM
- Tu cara me suena, Especial Tu cara más solidaria (2013) Concursant. Antena 3
- Gente como tú (2015-¿?) Presentador. 7RM
- Ailoviu (2016-¿?) Presentador. 7RM